# Sophismus
Sophismus (Plural Sophismen), seltener und früher auch Sophisma (Plural Sophismata; von griechisch σόφισμα sóphisma: kluger Gedanke, listig Erfundenes, logischer Kunstgriff, geschickter Trugschluss), ist in der mittelalterlichen Logik und Grammatik ab dem späten 12. Jahrhundert die Bezeichnung für in ihrem Wahrheitswert zweideutige Aussagen und für deren systematische Untersuchung mit dem Ziel, die Zweideutigkeit durch geeignete Unterscheidungen zu beseitigen.
In neuzeitlicher philosophischer Literatur werden manchmal Trugschlüsse, die der bewussten Irreführung dienen, als Sophismen  bezeichnet, um sie von irrtümlichen Fehlschlüssen zu unterscheiden. Diese Definition knüpft an eine antike Wortbedeutung an.
In der Neuzeit wurde das Fremdwort ins Deutsche übernommen, wobei sich die Form Sophismus durchsetzte. Es wird bildungssprachlich abwertend im Sinne von Spitzfindigkeit oder Scheingrund verwendet.

## Antike
Im allgemeinen Sprachgebrauch wurde in der Antike das griechische Wort sophisma zur Bezeichnung von klugen oder listigen Einfällen verwendet. In dieser Bedeutung kommt es schon bei Pindar vor. Ab dem Auftreten der Sophisten, die in der zweiten Hälfte des 5. Jahrhunderts v. Chr. großen Einfluss gewannen, bürgerte sich eine Nebenbedeutung ein: Man verstand nun unter Sophismata in einem speziellen Sinn die bei den Sophisten beliebten paradoxen Behauptungen und Scheinargumente, die dazu dienten, Zuhörer zu verwirren, zu täuschen und zu überreden. Diese Bedeutung wurde für alle Philosophenschulen maßgeblich. Aristoteles untersuchte die Trugschlüsse der Sophisten in seinen Sophistischen Widerlegungen. Er verwendete den Ausdruck Sophismata auch in seiner Politik. Dort geht es nicht um logische Fehlschlüsse, sondern um Tricks, mit denen die Regierenden ihre Absichten verschleiern, um den nicht an der Macht beteiligten Teil der Bürgerschaft zu übervorteilen.
Aus dem Griechischen wurde sophisma als Fremdwort ins Lateinische übernommen. Cicero erwähnte in seinem Dialog Lucullus „leichtgewichtige“ Männer, von denen „gewisse verdrehte und spitzfindige Sophismata“ stammten; dabei handle es sich um „unbedeutende Fangschlüsse“ (fallaces conclusiunculae). Gellius berichtete in seinen Noctes Atticae von einem Gastmahl in Athen, an dem nach der Auflösung eines einfachen sophisma gefragt wurde, das lautet: „Wenn ich lüge und dabei sage, dass ich lüge, lüge ich dann oder sage ich die Wahrheit?“

## Mittelalter
Im Mittelalter waren Fehlschlüsse (fallaciae) ein wichtiges Thema im wissenschaftlichen Diskurs. In diesem Kontext verwendete man den Ausdruck sophisma, der bis zum späten 12. Jahrhundert ausschließlich negativ konnotiert war. Wie in der Antike verstand man darunter eine scheinbar zwingende, aber fehlerhafte Argumentation zum Zweck der Überlistung, eine von der Absicht der Irreführung bestimmte Sonderart von Verstößen gegen die logische Form.
Ab dem späten 12. Jahrhundert wurde jedoch eine neue Wortbedeutung geläufig. Ein Sophisma in diesem neuen Sinn ist nicht ein Trugschluss, sondern ein Satz, der als Rätsel (enigma) oder Dunkelheit (obscuritas) erscheint. Die Rätselhaftigkeit beruht darauf, dass der Satz an sich oder in seinen Konsequenzen einen unklaren, mehrdeutigen Sinn hat. Ein solcher Satz kann absurd oder paradox scheinen. Er hat einen unklaren Wahrheitswert, das heißt, er ist je nach Interpretation wahr oder falsch. Dies führt dazu, dass man anscheinend sowohl seine Wahrheit als auch seine Falschheit beweisen kann. Der verwirrende Befund zeigt eine logische oder grammatische Schwierigkeit an. Wenn es sich um ein grammatisches Problem handelt, kann dieses syntaktisch oder semantisch sein. Ein in scholastischen Lehrbüchern häufig angeführtes Beispiel ist der Satz „Jeder Mensch ist notwendigerweise ein Lebewesen“. Hier wird gefragt, ob die Aussage auch dann wahr ist, wenn sie sich auf einen Zeitpunkt bezieht, zu dem kein Mensch existiert. In anderen Beispielen geht es um den Status von Aussagen über Produkte der Phantasie, die nicht existieren können (Typus „Die Chimäre ist p“), oder über nicht mehr Lebende (Typus „Caesar ist p“).
An den Artistenfakultäten der mittelalterlichen Universitäten diente die Diskussion solcher Sophismata zur Erwerbung der grammatischen und logischen Fähigkeiten, die man benötigte, um ein beliebiges Problem der scholastischen Wissenschaft bearbeiten zu können. Die Auseinandersetzung mit den Paradoxien und Aporien der Sophismen zwang dazu, Selbstverständliches zu reflektieren, Argumente zu analysieren, Zweideutigkeiten und versteckte Schwierigkeiten im sprachlichen Ausdruck zu erkennen und verdeckte Grundannahmen ans Licht zu bringen. Auf diese Art wurden die logischen und grammatischen Regeln eingeübt. Damit sollten die Studenten befähigt werden, eine philosophische Haltung einzunehmen, sich präzise auszudrücken und stets auf die formale Korrektheit der Argumentation zu achten. Zugleich schulte man sich in der Textauslegung.
Im Unterricht wurden solche Aufgaben für Übungszwecke in Sammlungen zusammengestellt. Besonders verbreitet war die mehr als 300 Beispiele umfassende Sammlung eines Magisters namens Richard, der als „Richard der Sophist“ oder „Magister der Abstraktionen“ bekannt war. Sie entstand im 13. Jahrhundert und wurde um die folgende Jahrhundertwende in Oxford zum Standard-Textbuch. Im 14. Jahrhundert schufen Johannes Buridan und Richard Kilvington bedeutende Sammlungen. An den Universitäten von Paris und Oxford waren im Spätmittelalter Debatten über Sophismata obligatorische Übungen. Das Ziel war dabei die Beseitigung der Zweideutigkeit durch geeignete Unterscheidungen. Dies wurde mit großer Ernsthaftigkeit und analytischer Schärfe betrieben. Die schriftlich festgehaltenen Disputationen wurden zu einer besonderen Literaturgattung, der Sophismataliteratur. Dabei bezeichnete man als sophisma nicht nur den Satz, der den jeweiligen Anlass der Erörterung bildete, sondern auch die gesamte Disputation.
Auch naturphilosophische Probleme boten Anlass zur Formulierung von Sophismata. Dabei ging es nicht um die Frage, ob die erörterten Annahmen physikalisch möglich sind, sondern nur um die logische Stimmigkeit. Ein ergiebiges Themenfeld waren Aussagen über Kontinuität, Endlichkeit und Unendlichkeit.

## Neuzeitliche Rezeption
Noch im späten 15. und beginnenden 16. Jahrhundert war die Auseinandersetzung mit Sophismata ein Teil des Logikunterrichts im Universitätsbetrieb, doch die humanistische Reformbewegung setzte der Behandlung solcher Themen im 16. Jahrhundert ein Ende. Für die Humanisten waren die spätmittelalterlichen Sophismata Zielscheibe des Spottes und der scharfen Kritik, die sie gegen die scholastische Logik richteten. Sie sahen darin sinnlose Spitzfindigkeiten.
Im späten 16. Jahrhundert wurde Sophisma aus dem Lateinischen ins Deutsche übernommen. Das Fremdwort wird seither bildungssprachlich verwendet, vermehrt seit dem frühen 18. Jahrhundert, wobei sich seit dem Ende des 18. Jahrhunderts zunehmend die Form Sophismus durchgesetzt hat. Die Bedeutung ist gewöhnlich abwertend im Sinne von „Klügelei“, „Spitzfindigkeit“, „Scheingrund“, „Scheinbeweis“.
Im philosophischen Diskurs war die Terminologie in der Frühen Neuzeit uneinheitlich. Verbreitet war der synonyme Gebrauch der Ausdrücke Paralogismus (formal falscher Schluss) und Sophisma. Allerdings unterschied Christian Wolff 1728 zwischen Sophisma als Fehlschluss, dessen fehlerhafte Form versteckt auftritt, und Paralogismus als Fehlschluss, dessen Fehlerhaftigkeit nicht verdeckt wird. In diesem Sinne nahm später Kant eine Unterscheidung vor: Ein Trugschluss sei „ein Paralogismus, in so fern man sich selbst dadurch hintergeht, ein Sophisma, sofern man Andre dadurch mit Absicht zu hintergehen sucht“. Diese Definitionen wurden in deutschen Lehrbüchern der Logik des ausgehenden 19. und beginnenden 20. Jahrhunderts übernommen.
In der Mediävistik ist die Erforschung der Sophismata nur langsam in Gang gekommen, wobei Martin Grabmann eine Pionierrolle spielte. Ein großer Teil der umfangreichen Quellentexte ist noch nicht ediert und untersucht. Besonderes Interesse finden die Ähnlichkeiten zwischen der mittelalterlichen Sophismataliteratur und Konzeptionen der modernen Logik und Semantik.

## Quelle
- Alain de Libera (Hrsg.): César et le phénix. Distinctiones et sophismata parisiens du XIIIe siècle. Scuola Normale Superiore, Pisa 1991, ISBN 88-1642-027-4 (kritische Edition)